# Bajo Aragón/Baix Aragó

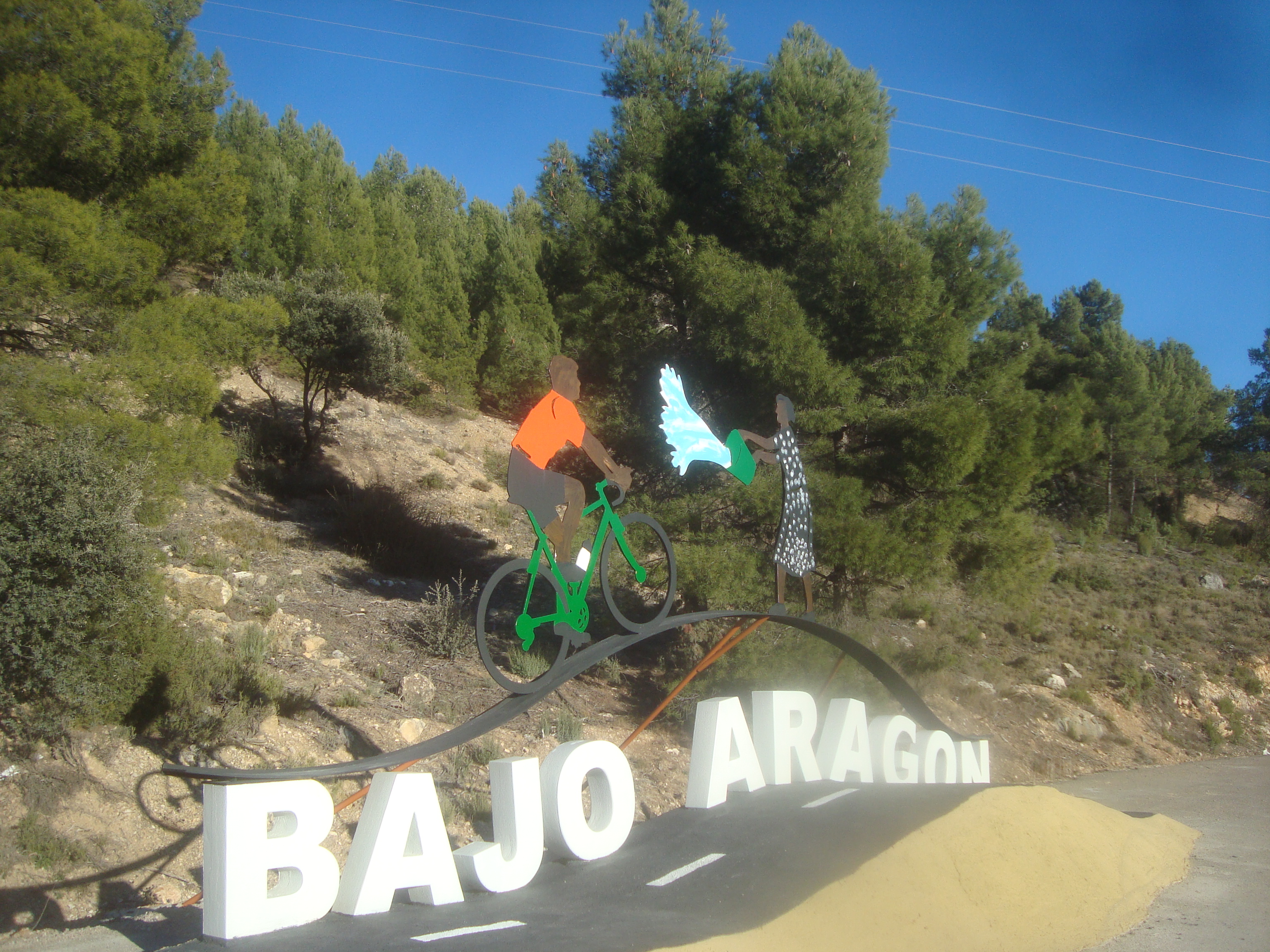
Comarca Bajo Aragón.

La comarque de Bajo Aragón est une comarque aragonaise dans la Province de Teruel (Espagne).
Les communes de Aguaviva, Belmonte de San José, La Cañada de Verich, La Cerollera, La Codoñera, La Ginebrosa et Torrevelilla sont bilingues et parlent le castillan et le catalan; elles appartiennent à ce que l'on appelle la Frange d'Aragon (La Franja).

## Communes
| Nom                      | Population (2002) | Population (2005) |
| ------------------------ | ----------------- | ----------------- |
| Aguaviva                 | 689               | 701               |
| Alcañiz                  | 13.708            | 15.130            |
| Alcorisa                 | 3.318             | 3.582             |
| Belmonte de San José     | 142               | 144               |
| Berge                    | 249               | 244               |
| Calanda                  | 3.496             | 3.644             |
| La Cañada de Verich      | 105               | 109               |
| Castelserás              | 838               | 827               |
| La Cerollera             | 128               | 125               |
| La Codoñera              | 324               | 337               |
| Foz-Calanda              | 258               | 289               |
| La Ginebrosa             | 244               | 234               |
| Mas de las Matas         | 1.448             | 1.440             |
| La Mata de los Olmos     | 258               | 266               |
| Los Olmos                | 146               | 142               |
| Las Parras de Castellote | 78                | 81                |
| Seno                     | 48                | 51                |
| Torrecilla de Alcañiz    | 447               | 468               |
| Torrevelilla             | 210               | 200               |
| Valdealgorfa             | 719               | 708               |

## Économie
L'économie est basée sur l'industrie et l'agriculture (oliviers et arbres fruitiers dont tout particulièrement les pêchers).

## Tourisme
La ville d'Alcañiz possède un château médiéval datant du XIIe siècle, une bourse (lonja) gothique, une mairie de style renaissance et une collégiale baroque. Quelques-unes des localités se trouvent sur la Route du tambour et de la grosse caisse (Ruta del tambor y el bombo), par exemple Calanda.

## Personnages célèbres
- Luis Buñuel